# Philippe Bridau
Philippe Bridau, né en 1796, est un personnage de La Comédie humaine d'Honoré de Balzac. Brutal, violent, mais d'un physique agréable, ce bretteur très habile à l'épée, autrefois bon soldat, devient vite un chenapan lorsque Napoléon disparaît. Et il refuse de servir les Bourbons, ce qui lui attire les pires ennuis malgré le dévouement de son frère, Joseph.
Sa mère a pour lui une passion aveugle. Il faudra qu'il pousse la canaillerie bien loin pour qu'elle découvre sa vraie nature.

## Biographie du personnage
Son père, un bonapartiste convaincu, était chef de division au ministère de l'Intérieur de Bonaparte. Lorsqu'il meurt, l'Empereur prend en charge l'éducation de Philippe et de son frère cadet qui sont tous deux boursiers au Lycée impérial.
- En 1813, ébloui par la dernière revue de l'Empereur, il en devient fanatique et demande à s'engager. Il est envoyé à Saint-Cyr d'où il sort avec le titre de sous-lieutenant, participe à la campagne de France de 1814 ; il est promu lieutenant pour avoir sauvé son colonel, puis capitaine et devient officier d'ordonnance de l'Empereur.
- En 1814, il refuse de servir les Bourbons et continue d'accompagner l'empereur pendant les Cent-Jours.
- En 1816, il se retrouve lieutenant-colonel en demi-solde. Il joue, boit, fréquente assidûment un café bonapartiste : le Café Lamblin. Il s'engage dans des conspirations bonapartistes, puis est arrêté et relâché faute de preuves.
- En 1817, sa demi-solde étant supprimée, il s'embarque pour le Champ d’asile, au Texas. L'échec de l'expédition le ramène définitivement dépravé ; il fréquente des rats et des actrices auxquelles il soutire de l'argent. Il vole régulièrement dans la tirelire de son frère Joseph et il découvre que l'amie de sa mère, madame Descoings, cache des économies dans son matelas pour jouer à la loterie toujours le même numéro. Il la dépouille le jour même où son numéro sort enfin.
- En 1821, il vole à son frère une copie d'un tableau de Rubens qu'il prend pour l'original. Joseph gagne sa vie pour le moment en faisant des copies de maîtres.
- En 1822, inculpé dans une nouvelle conspiration contre les Bourbons, il est condamné à l'exil. Sa mère et son frère usent de leur influence pour l'envoyer à Issoudun, là où loge son oncle Rouget, le frère de sa mère, qui a reçu tout l'héritage paternel au détriment de madame Bridau, née Rouget. C'est là qu'il apprend le montant de la fortune de son oncle et qu'il découvre l'existence de Flore Brazier, la « Rabouilleuse », que son grand-père avait recueillie et qui, désormais, s'efforce de capter la fortune de Rouget avec son amant Maxence Gilet.
- En 1824, Philippe s'arrange pour provoquer Maxence en duel et le tue. Puis il séduit Flore Brazier et l'oblige à épouser l'oncle Rouget et à faire établir un testament en sa faveur à elle. À la mort de l'oncle Rouget, Flore est à la tête d'une grosse fortune que Philippe réussit à détourner par une habile manœuvre. Il contraint la Rabouilleuse au mariage et l'emmène à Paris.
- En 1827, il fait partie de la meilleure société de Paris (Henri de Marsay, Nucingen), et il s'installe dans un hôtel particulier, sans sa femme dont il a décidé de se débarrasser et qu'il écarte de sa vie. Grâce aux ruses de Philippe, Flore devient alcoolique et elle meurt.
- En 1828, il est immensément riche, grâce à d'heureuses opérations financières avec Frédéric de Nucingen, mais il refuse d'aller voir sa mère ruinée et mourante. Il envisage un beau mariage. Mais il est bientôt ruiné lui-même par les banquiers de la haute banque qui ne lui donnent pas leurs secrets.
- En 1833, il demande à partir en Algérie où il se distingue à la tête d'un bataillon. Il est tué en 1839, la tête tranchée par un yatagan.

Philippe Bridau apparaît aussi dans :
- Un début dans la vie
- Illusions perdues
- La Maison Nucingen
- Splendeurs et misères des courtisanes
- Ferragus
- La Cousine Bette

Pour les références, voir :